# Victor Erlich
Victor Ηenrihovici Erlich (în rusă Виктор Хенрихович Эрлих, n. 22 noiembrie 1914, Petrograd, Imperiul Rus – d. 29 noiembrie 2007, New Haven, Connecticut, SUA) a fost un istoric literar american de origine rusă.

## Biografie
Victor Erlich s-a născut la Sankt Petersburg în 1914. Tatăl lui era Heinrich Ehrlich (1882—1942), om politic evreu și unul dintre liderii organizației socialiste evreiești Bund. Mama lui era Sofia Dubnova (1885—1986), fiica istoricului și scriitorului evreu Simon Dubnow.
În anul 1918, familia Erlich a emigrat în Polonia. Victor a studiat literatura slavă în perioada 1932-1937 la Universitatea din Varșovia. În anul 1942, cu ajutorul lui Chiune Sugihara - viceconsulul Imperiului Japonez la Kaunas, care a salvat de la moarte mulți evrei - a reușit să călătorească, împreună cu soția sa, de la Vilnius în SUA. În 1943 a fost înrolat în Armata Americană, iar în anii 1944-1945 a luptat în Europa.
Revenit în SUA, a studiat literatura rusă în perioada 1945-1948 la Universitatea Columbia. A obținut în 1951 titlul de doctor în filosofie. Începând din 1959 a fost profesor universitar. A lucrat în perioada 1961-1963 ca director adjunct al Institutului Rus și Extremo-oriental de la Washington University, iar în anii 1962-1975 a fost profesor de literatura rusă la Universitatea Yale. În perioada 1973-1977 a fost vicepreședinte al Asociației Americane de Studii Slave.

## Scrieri
Victor Erlich a publicat numeroase articole și mai multe cărți dedicate literaturii ruse, teoriei literaturii, operei lui Nikolai Gogol sau prozei ruse a anilor 1920. Monografia sa de pionierat dedicată formaliștilor ruși (1955) a fost tradusă în mai multe limbi, inclusiv în limba rusă («Русский формализм: история и теория», СПб.: Академический проект, 1996).